# エドウィン・スミス・パピルス

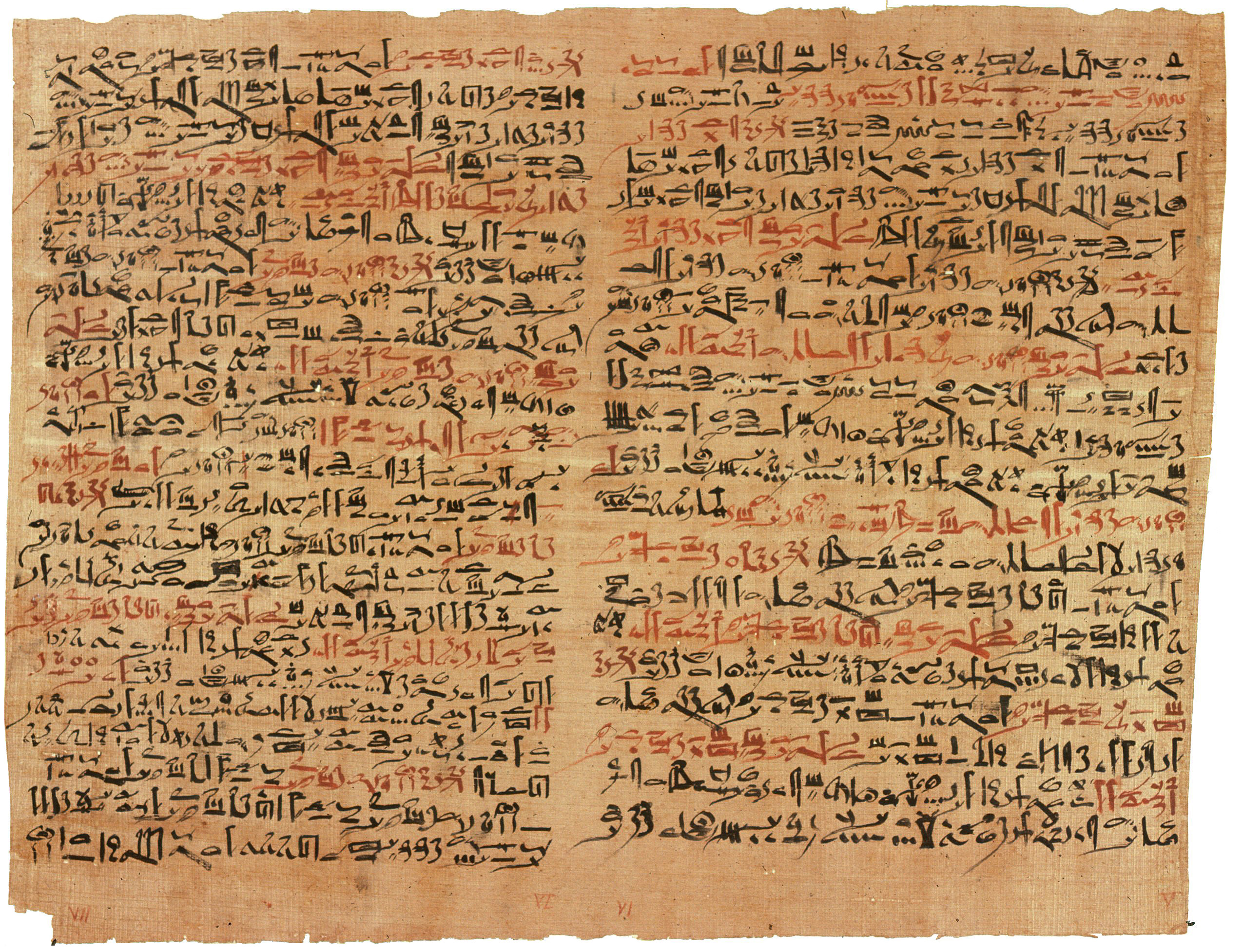
エドウィン・スミス・パピルス（ページ6、7）、ニューヨーク医学会所蔵

エドウィン・スミス・パピルス（Edwin Smith Papyrus）は、古代エジプトの外傷手術に関する書物（パピルス）。紀元前17世紀頃記述されたと考えられるが、記述されている医療知識はそれ以前1000年ほど前の間に培われたものと考えられている。神官文字を使って書かれた。
世界でも最初期の医学書で、人体解剖的研究、診断、治療、予後診断などが多数記されている。頭蓋縫合、髄膜、脳外部表面、脳脊髄液、頭蓋内振動（intracranial pulsation）、心臓が血管と接合されていること、血管により空気が運ばれること、肝臓、脾臓、腎臓、尿管、膀胱などについての記述がある。
また、縫合して傷口を閉じる、ハチミツと古いパンで感染を防ぎ治療する、生肉で出血を止めるといった治療法が記載されている。

## 歴史
- 1862年、エドウィン・スミス（Edwin Smith、考古物貿易商）はルクソール（エジプト）で、ムスタファ・アガ（Mustapha Aga）と名乗る商人から購入。
- 1906年、エドウィン・スミス他界。彼の娘はニューヨーク歴史協会（New-York Historical Society）にパピルスを移譲する。
- 1920年、協会は、ジェームズ・ブレスティッド（James Breasted）に翻訳を依頼。
- 1930年、翻訳終了。
- 1938年、スミス・パピルスは、ブルックリン美術館に移譲。
- 1948年、パピルスはニューヨーク医学会（New York Academy of Medicine ）に移譲される。
- 2005年9月13日 - 2006年1月15日、メトロポリタン美術館にて、1948年以来初めて公開される。